# Roux
Il roux (pron. /ʀu/) è un composto che funge da base legante, o addensante, per salse, sughi, vellutate e minestre legate.

## Preparazione
Si ottiene miscelando una parte di farina (o amido di mais, altrimenti detto maizena) con una parte, di uguale peso, di burro fuso, preferibilmente chiarificato, o altro tipo di grasso (es. olio, margarina o strutto).
Il composto necessita di cottura; in questo modo si elimina lo sgradevole retrogusto della farina cruda e vengono neutralizzate eventuali tossine che la stessa può contenere. Il tempo di cottura varia da pochi minuti a circa mezz'ora, dando risultati diversi dal punto di vista della consistenza, della colorazione (via via più scura) e del gusto (progressivamente più intenso e amarognolo); si ottengono così tre diversi tipi di roux, definiti "bianco", "biondo" e "bruno".
Un roux ben riuscito è liscio e viscoso, non presenta alcuna imperfezione, grumo o irregolarità cromatica; questo risultato si ottiene con il costante e regolare mescolamento durante l'intera fase di cottura.

## Etimologia
Il termine francese roux (dal latino rŭssus, ossia "rosso") identifica le tonalità di colore comprese tra il marrone e il rosso; si può tradurre infatti come "rossiccio, rossastro, rossetto, fulvo, rosso di capelli, mattone, bruciato". In ambito culinario questo aggettivo si usa per definire il colore che assumono cipolle e burro (o affini) quando vengono fatti roussir (ossia dorare/rosolare/imbiondire/bruciacchiare): il burro fatto rosolare è detto infatti beurre roux.
Il composto addensante è stato denominato roux a causa alla doratura che acquisisce con la cottura.

## Storia
Nel 1651 François Pierre de La Varenne pubblicò l'opera Le Cuisinier françois, in cui descrisse la preparazione di una liaison à la farine, ossia un "legante a base di farina", ottenuto con farina e strutto, che di fatto costituisce il primo roux della storia, creato per sostituire il legante a base di briciole di pane (liaison au pain) in uso fino ad allora.
L'invenzione del roux pose le basi per la successiva creazione, circa un secolo più tardi, delle salse che costituiscono una delle caratteristiche della gastronomia francese, di cui il roux è l'ingrediente basilare.
Verso la fine del XVII secolo, ci si riferiva al composto come farine frite (ossia "farina fritta"); a metà del XVIII secolo invece come roux de farine. A quell'epoca il burro prese il posto dello strutto e la cottura era ultimata quando il composto aveva raggiunto un colore giallo crema chiaro.
Un secolo più tardi, attorno al roux nacquero controversie: molti gastronomi francesi reputavano che ormai se ne abusasse, mentre altri (tra cui Marie-Antoine Carême) lo consideravano insostituibile: quest'ultimo affermava che il roux per i cuochi era "indispensabile come l'inchiostro per gli scrittori".

## Preparazione
Il roux si prepara scaldando il burro in una padella, incorporandovi gradualmente la farina e mescolando continuamente, al fine di ottenere un amalgama perfetto, fluido, vellutato, dalla colorazione variabile a seconda del tempo di cottura. Si ottengono quindi, come detto, tre tipi di roux:
- roux bianco: si toglie dal fuoco appena il composto diviene spumoso come una mousse; il suo colore deve rimanere bianco. È l'ingrediente principale della besciamella e di altre salse bianche a base di latte o panna (come la salsa soubise o la salsa suprema);
- roux biondo: si prosegue la cottura finché l'iniziale tostatura della farina rende il composto dorato. Questo roux viene impiegato per addensare le vellutate e per legare le salse a base di fondi bianchi (di pollo, vitello, pesce e crostacei bolliti), che serviranno d'accompagnamento a pietanze cucinate con queste carni;
- roux bruno: si toglie dal fuoco quando l'amido "destrinizza" (cioè viene idrolizzato in catene più piccole, le destrine, che si caramellizzano)[16], acquisendo un colore nocciola/ambrato. È il roux usato nella preparazione delle salse scure, come la salsa spagnola, la salsa gravy e la salsa demi-glace; si usa per legare il coulis di crostacei o fondi bruni (di manzo, vitellone, agnello e cacciagione) ottenendo salse di accompagnamento per arrosti di queste stesse carni.

## Variazioni
Il roux è base per numerose salse usate nella cucina francese, in particolare di quattro su cinque delle cosiddette "salse madri" (besciamella, salsa olandese, salsa spagnola e salsa vellutata), da cui derivano direttamente le "salse di base" e, indirettamente, le "salse di derivazione".
Il roux trova largo impiego nella cucina cajun (altrimenti detta "cucina acadiana") e creola dello Stato nordamericano della Louisiana, specialmente in piatti come il gumbo e l'étouffée. Oltre alle tre varianti francesi (roux bianco, biondo e bruno) in queste cucine si sono sviluppate versioni con cotture molto prolungate (fino a 90 minuti), dalla colorazione molto scura e dal sentore di nocciola tostata, detti dark roux, chocolate roux e brick roux, la cui funzione è più quella di insaporire che di addensare.